# 東亞能源安全宿霧宣言
《東亞能源安全宿霧宣言》（英語：Cebu Declaration on East Asian Energy Security）是2007年1月15日第二屆東亞峰會於菲律賓宿霧舉行期間，由16個國家代表在三小時會議後簽訂的協議。各國同意促進能源安全，並致力尋找替代能源，減少對傳統能源的依賴。
宣言列出了一系列旨在提供「可靠、充足和可承受」的能源供應的目標。  。宣言由10個東盟成員國（印尼、馬來西亞、菲律賓、新加坡、泰國、汶萊、越南、老撾、緬甸、柬埔寨），以及中國、日本、南韓<、印度、澳洲、紐西蘭簽訂。
接下來是第3屆東亞峰會上的《氣候變化、能源與環境新加坡宣言》（Singapore Declaration on Climate Change, Energy and the Environment）。

## 外部連結
- 東亞峰會簽能源安全宣言[]（《大紀元時報》）（繁體中文）
- 溫家寶：東亞合作保能源安全、金融安全[永久]（中國評論新聞）